# Healdioidea
De Healdioidea zijn een superfamilie van uitgestorven kreeftachtigen uit de klasse van de Ostracoda (mosselkreeftjes).

## Familie
- Healdiidae Harlton, 1933 †